# Porto Amboim
Porto Amboim, poznat i kao Kissonde te Benguela Velha, grad je i luka u angolskoj provinciji Cuanza Sul. Uskotračnom željeznicom prevozila se kava dugi niz godina s plantaža iz stotinjak kilometara udaljene Gabele i dalje distribuirala po svijetu iz luke, no ta se linija prestala koristiti 1987. u jeku Angolskog građanskog rata.
Porto Amboim današnje ime nosi od 1923. godine i među rijetkim je naseljima u Angoli koja nisu preimenovana nakon stjecanja neovisnosti 1975. godine.
Grad je, prema procjeni iz 2010. godine, imao 8.979 stanovnika.